# Kaprije
Kaprije (wł. Capri di Dalmazia) – wyspa leżąca u wybrzeży Chorwacji na Morzu Adriatyckim. Jej powierzchnia wynosi 7,119 km² a długość linii brzegowej 25,211 km. Należy do archipelagu szybenickiego. Jedyna wioska na wyspie nosi taką samą nazwę. Rozwinięte jest rolnictwo, turystyka oraz rybactwo. Na wyspie nie ma samochodów. W XIV i XV w. wyspa należała do bogatej rodziny z Szybeniku. Pomiędzy XVI i XVII w. wybudowano kościół pw. Św. Piotra.